# Jogos Asiáticos de Praia de 2012
Os Jogos Asiáticos de Praia de 2012 foram a terceira edição do evento multiesportivo realizado na Ásia a cada dois anos. O evento foi realizado em Haiyang, na República Popular da China.